# 周蕙禮
周蕙禮，JP（英文：Wailee Chow），香港女建筑师、社会活动家，创办有香港WDA Group Ltd，并致力于香港古迹、古建筑和民俗文化的保存。

## 简介
香港工业家周亦卿之女，母亲日籍宮川美智子，为中日混血儿，祖籍浙江宁波，生于香港，嫁Gary Wong。早年留学英国，获得牛津布魯克斯大學荣誉文学士学位，后留学美国，获得华盛顿大学建筑学硕士学位。1991年成为香港建筑师协会（HKIA）会员，常年在HKIA任职。1993年至1997年连任HKIA常务理事，更于1995年任协会发言人。1995年至1996年，任HKIA内务部副主席，1994年任HKIA国际部副主席，并多次担任HKIA各奖项的评委。在香港创办周蕙禮建築設計有限公司（WDA Group Ltd），历任总裁、总监、董事总经理。
1995年任香港艺术中心集资委员会委员。1995年，任香港妇女联合会特邀建筑顾问。1996年任环保组织“地球之友”会董。1995年至2002年任香港古董咨询会委员。1998年至今，任香港美国协会常务秘书。2001年至2004年任香港旅游局委员。2003年至今，任香港行政上诉委员会委员。
1993年至1996年，任香港藝穗民化節（ Hong Kong Festival Fringe）委员。1996年至今，任香港藝穗民化節董事会主席、香港艺穗会（The Fringe Club）主席。亦任香港芭蕾舞團会董。
与其父周亦卿、弟周維正都是香港賽馬會會員，自2013年为香港马会投票权成员，靡下有赛马“霍利時”（D E Ferraris）。

## 荣誉
- 2002年7月1日，委任为香港太平绅士（JP）[1]。

## 代表作品
- 香港各界婦女聯合協進會如心服務中心，由周蕙禮WDA Group Ltd设计及监制[10]。
- 参与香港觀塘裕民坊重建計劃[3]。